# 上科梅利科
上科梅利科（義大利語：Comelico Superiore），是意大利贝卢诺省的一个市镇。总面积96平方公里，人口2372人，人口密度24.7人/平方公里（2009年）。ISTAT代码为025015。